# Gator och torg i Vasastan

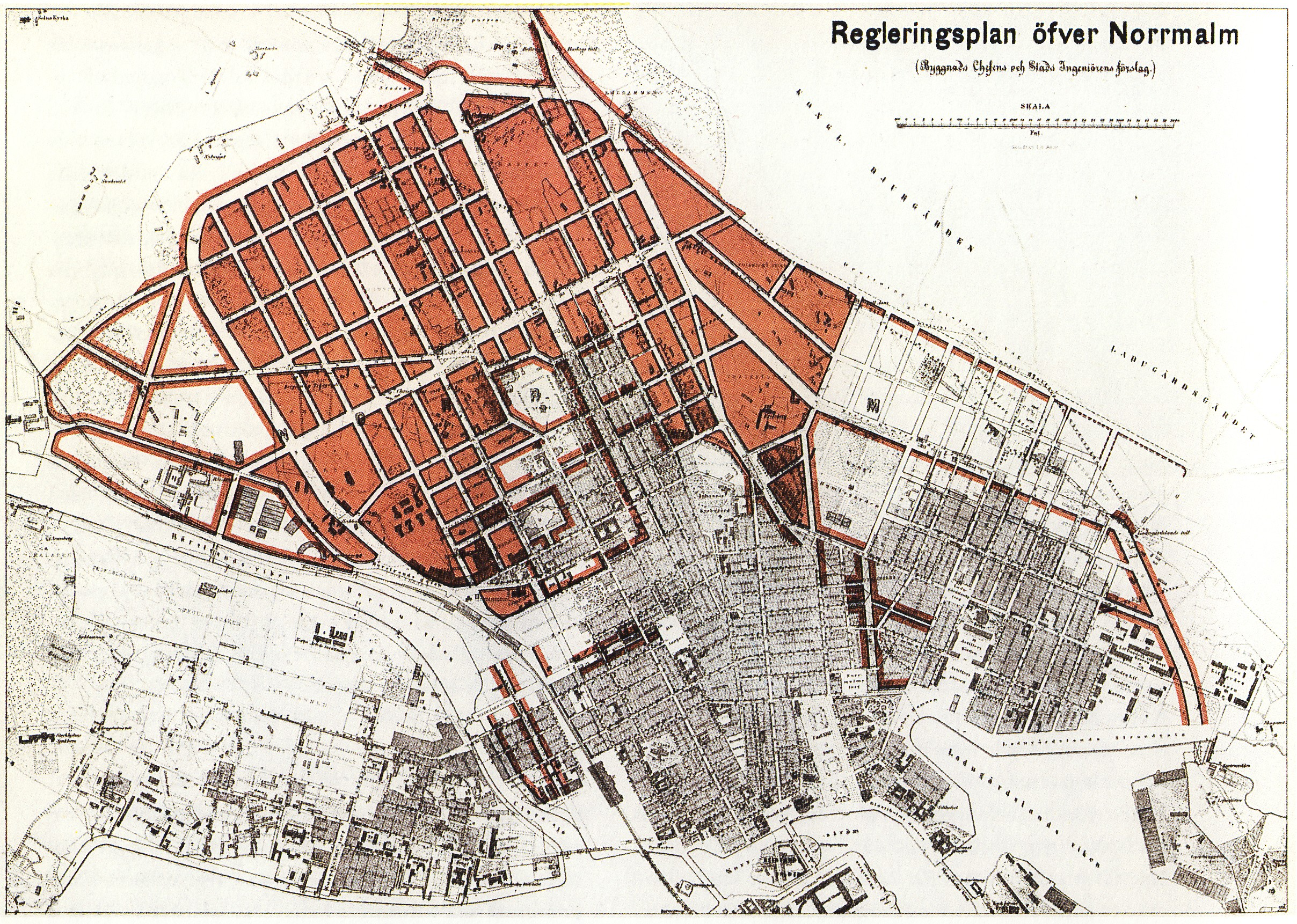
"Regleringsplan öfver Norrmalm" från 1876

Vasastan är en stadsdel inom Norra innerstadens stadsdelsområde och ligger norr om Tegnérgatan och sträcker sig ända till Brunnsviken samt gränsen till Solna kommun. Regleringsplanen för norra delarna av Norrmalm och Östermalm är del av Albert Lindhagens stadsplaneringar på 1860-talet. Hans stadsplan innebar i princip en förlängning och utbyggnad av  Clas Larsson Fleming reglering av Norrmalm på 1640-talet. Gatornas huvudriktning följer Flemings rutnät. Nytt var början till Sveavägen som ursprungligen skulle dras ända ner till Gustav Adolfs torg, men som stannade vid Kungsgatan. Sveavägen skulle enligt Lindhagen bli en "pulsåder för trafiken, luften och ljuset". Vid Sveavägens norra slut hade Lindhagen planerat en stjärnplats, mitt på lilla sjön Ormträsket. Där finns numera Wenner-Gren Center och Sveaplan. Beredningsutskottets slutliga förslag till stadsplan presenterades 1878 och är nästan identiskt med “Regleringsplan öfver Norrmalm” från 1876.
Lindhagens välordnade stadskvarter bebyggdes successivt under början av 1900-talet, men staden följde inte alltid slaviskt Lindhagens rutnät. I området Röda bergen, där Lindhagen bara angav Norrbackagatans och Karlbergsvägens huvudriktningar, ritade Per Olof Hallman på 1920-talet en något mjukare gestaltning av gatunätet. 
I början av 1900-talet färdigställdes också nord-sydaxeln  Sveavägen som förbinder Stockholms innerstad med Norrtull och Roslagstull. Flera stora parker bryter den regelbundna kvartersstaden, längst norrut ligger Bellevueparken och Vanadislunden, bakom Stockholms stadsbibliotek och Handelshögskolan reser sig Observatorielunden och på södra sidan om  Odenplan finns den stora Vasaparken.
Många gator i Vasastan fick sina nuvarande namn i samband med Namnrevisionen i Stockholm 1885.

## Gator
Årtal i parentes anger när gatan fick sitt nuvarande namn.

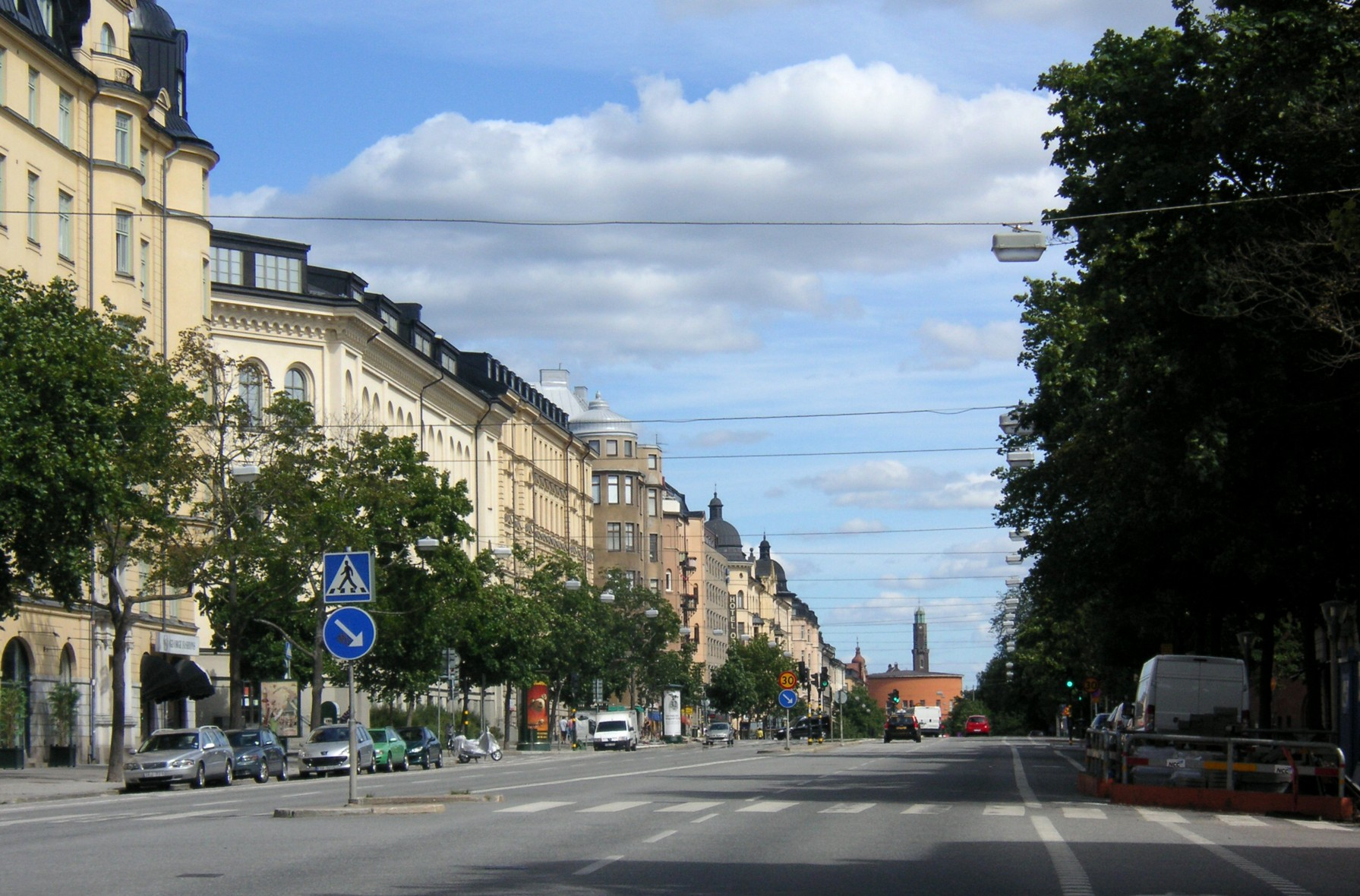
Karlbergsvägen österut

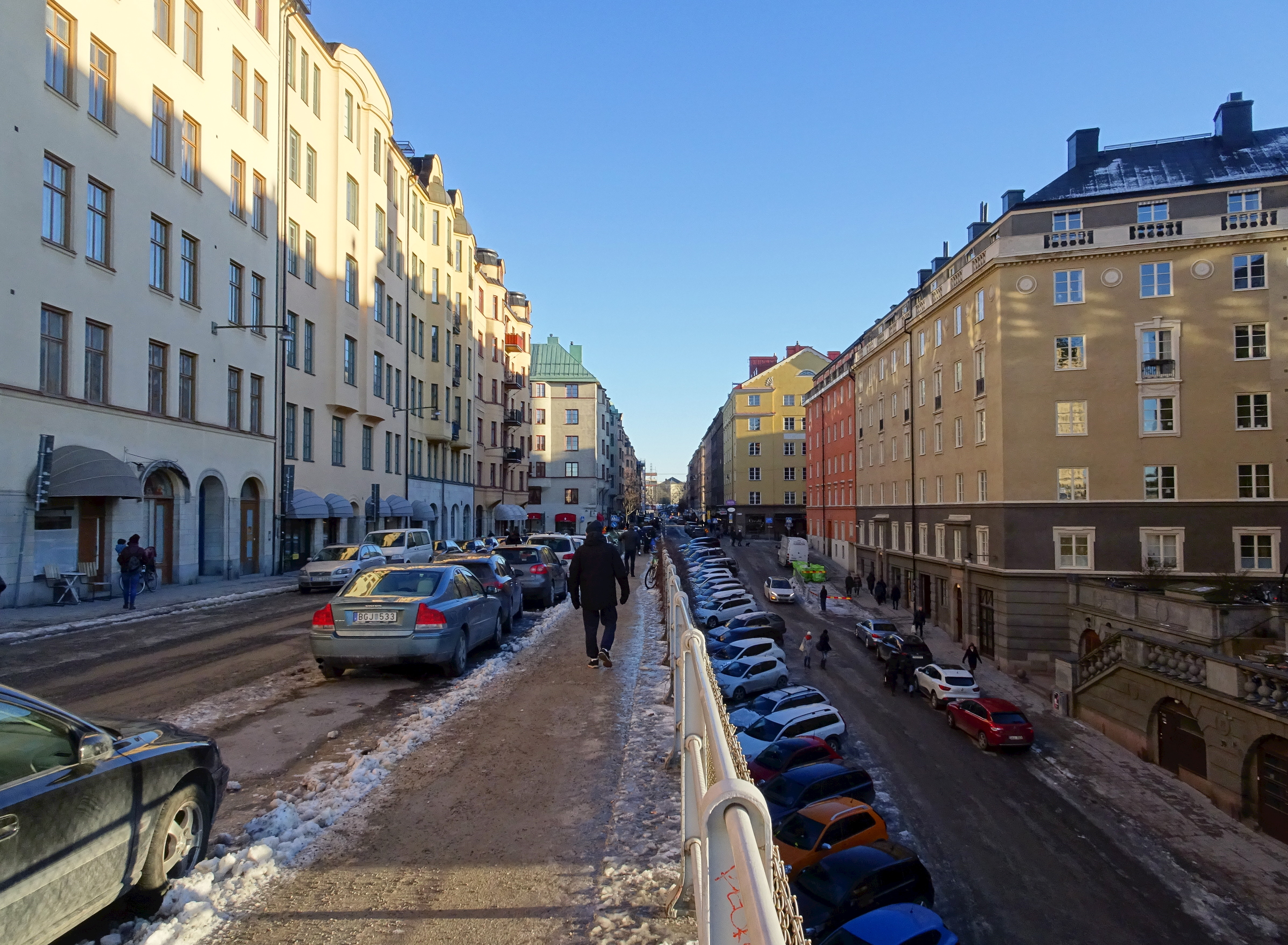
Rörstrandsgatan österut

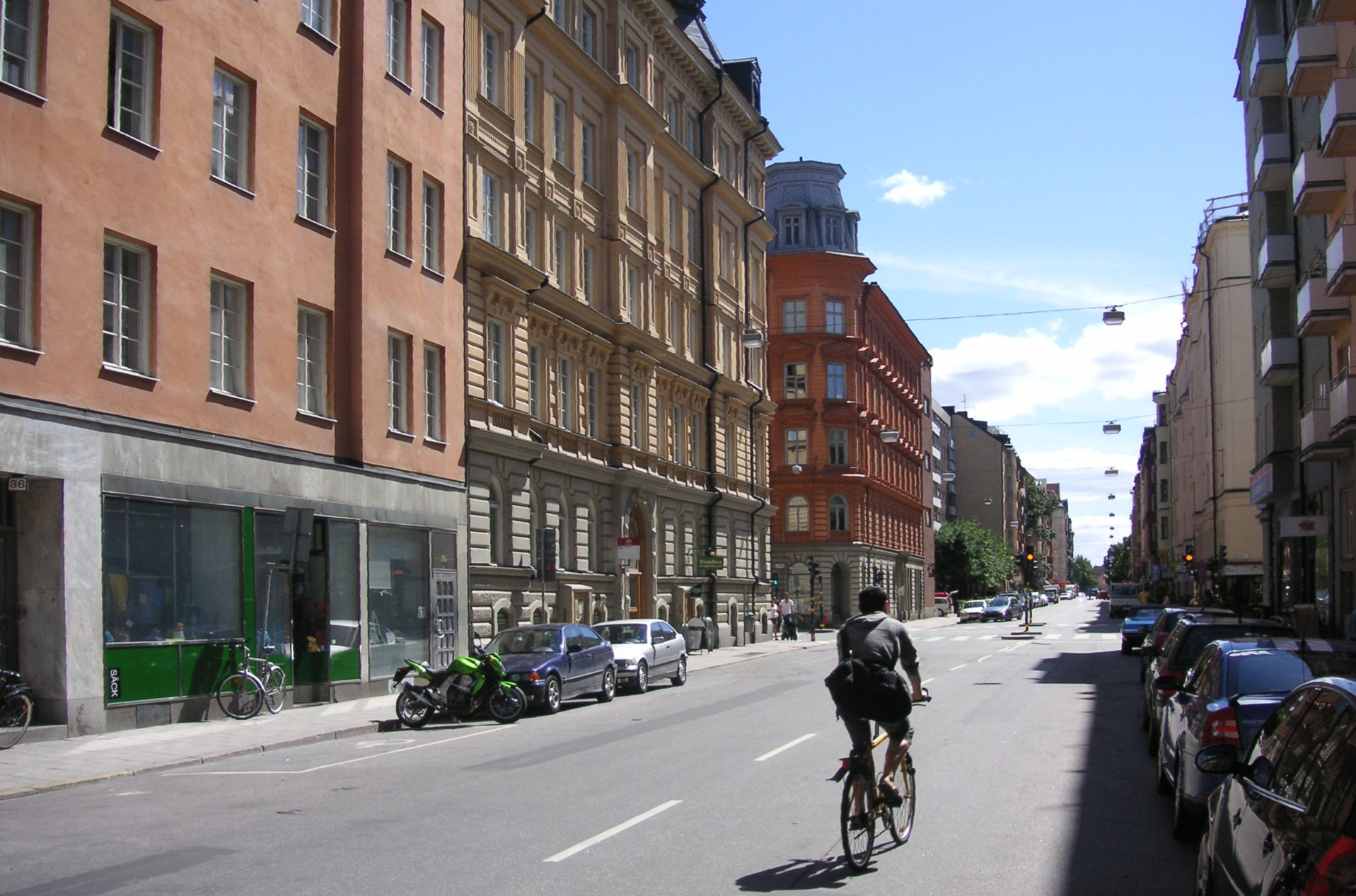
Roslagsgatan söderut

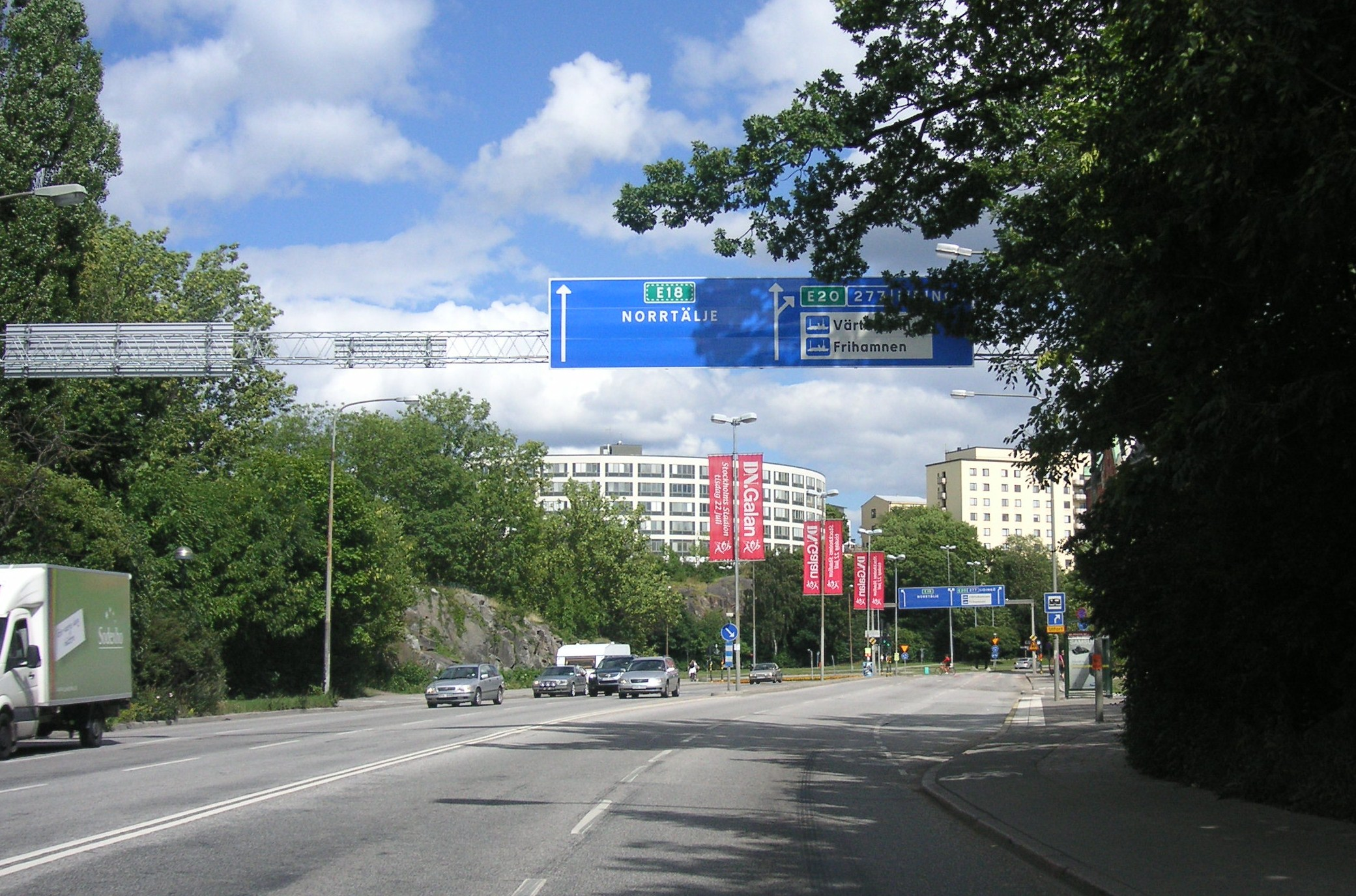
Cedersdalsgatan österut

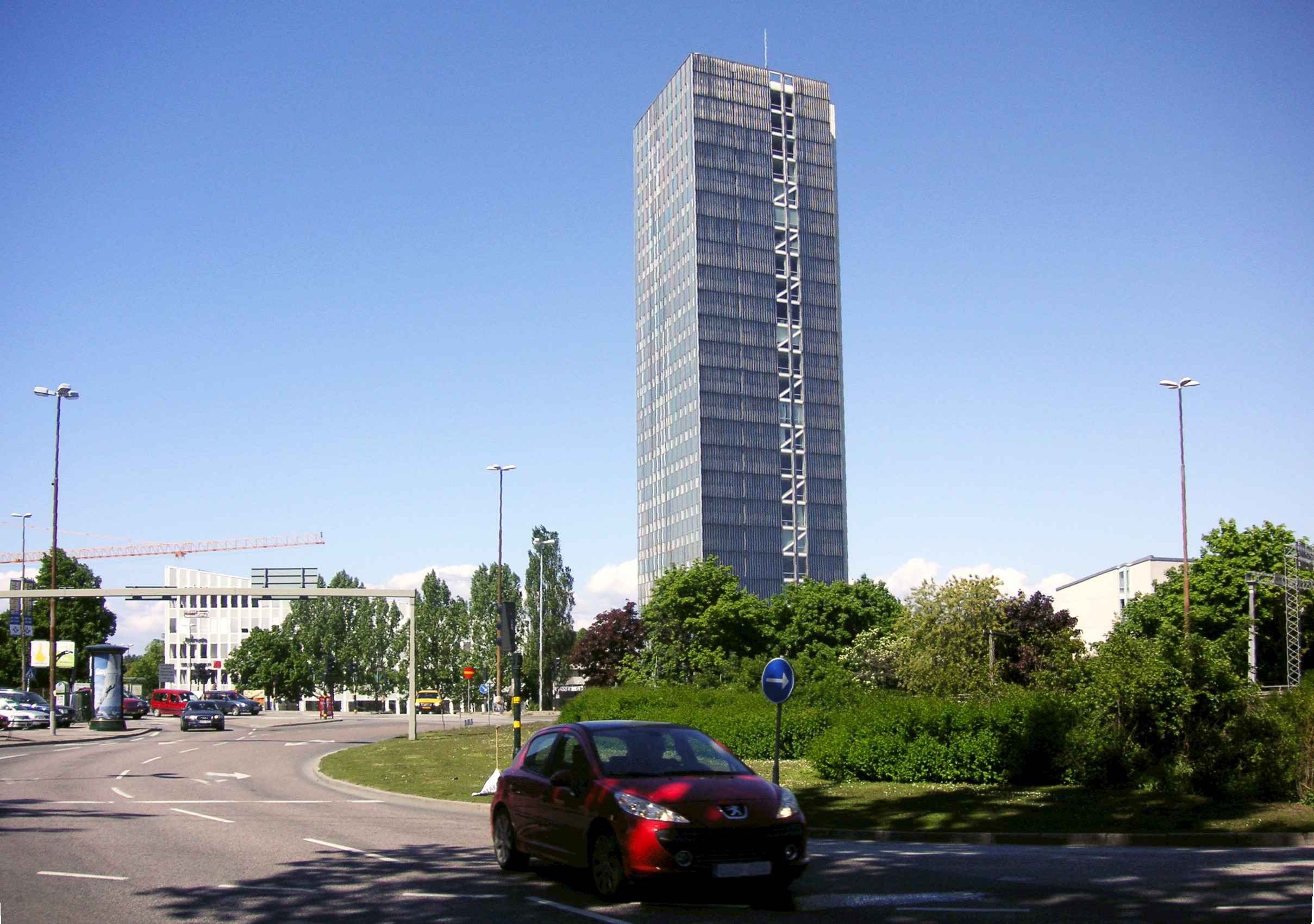
Sveaplan med Wenner-Gren Center

### Huvudgator
- Birger Jarlsgatan (1885). Går från Nybroplan till Roslagstull.
- Dalagatan (1884). Går från Wallingatan till Norra Stationsgatan.
- Karlbergsvägen (1885). Går i öst-västlig riktning från Odenplan till Norra Stationsgatan.
- Norra länken (påbörjad 1991). Del av Stockholms ringled.
- Norrtullsgatan (1733 Wägen till Norrtull). Går från Observatoriekullen i nordvästlig riktning till Norrtull.
- Odengatan (1885). Går från Valhallavägen till Sankt Eriksplan.
- Roslagsgatan (1885). Går från Jarlaplan till Roslagstull.
- Roslagsvägen (1939). Går från Roslagstull norrut (E18).
- Sankt Eriksgatan (1885). Går från Norr Mälarstrand till Norra Stationsgatan.
- Sveavägen (1885). Går från  Sergels torg via Sveaplan till Norrtull.
- Torsgatan (1885). Går från Norra Bantorget till Torsplan.

### Övriga gator
- Bertil Ohlins gata (2013) Löper mellan Rådmansgatan och parken Observatorielunden. Tidigare del av Saltmätargatan.
- Birkagatan (1887). Går från Norrbackagatan till Karlbergsvägen.
- Cedersdalsgatan (1936). Går från Sveaplan till Roslagstull.
- Dannemoragatan (1915). Går från Upplandsgatan mot norr till Norra Stationsgatan.
- Drottninggatan (1639 Drotningegathon). Går från Strömgatan till Observatoriekullen.
- Döbelnsgatan (1885). Utgör Malmskillnadsgatans förlängning norrut till Frejgatan.
- Eastmansvägen (1990). Går från Dalagatan västerut och slutar mitt i Sabbatsbergsområdet.
- Frejgatan (1885). Går från Karlbergsvägen till Valhallavägen.
- Gyldéngatan . Tvärgata till Odengatan i höjd med Odenplan.
- Gästrikegatan (1938). Går från Odengatan till Sankt Eriksgatan.
- Gävlegatan (1913). Går från Vanadisplan, över Norra Stationsgatan och norrut över Hagaesplanaden till Karolinska vägen i Solna.
- Hagagatan (1885). Går från Odengatan till Ynglingagatan.
- Hudiksvallsgatan (1928).
- Hälsingegatan (1885). Går från Odengatan via Vanadisplan till Norra stationsgatan.
- Idungatan (1900). Går från Hagagatan till Tre liljor.
- Ingemarsgatan (1885). Går från Vanadislunden till Valhallavägen.
- Knut Rodhes gränd. Kort utskott från Saltmätargatan intill Handelshögskolan i Stockholm
- Kungstensgatan (1885).
- Luntmakargatan (1664 Luntemakare gatun). Går från Apelsbergsgatan till Odengatan.
- Markvardsgatan, kort parallellgata till Odengatan som går från Sveavägen till Tulegatan.
- Norra Stationsgatan (1940). Går från Essingeleden (vid Karlbergs trafikplats) till Norrtull.
- Norrbackagatan (1885). Går från Sankt Eriksbron längs bangården, viker av mot norr vid Karlbergs station och slutar vid Torsplan.
- Norrtullsgatan. Går från Observatoriekullen i nordvästlig riktning till Norrtull.
- Observatoriegatan (1885). Från Drottninggatan / Norrtullsgatan till Dalagatan
- Rehnsgatan (1883 Rensgatan). Går från Jarlaplan till Sveavägen.
- Robert Almströmsgatan (1927).
- Rådmansgatan (1885). Går från Dalagatan via Karlavägen till Valhallavägen.
- Rödabergsgatan (1913). Går från parken Solvändan till Rödabergsbrinken.
- Rörstrandsgatan (1885). Går från Sankt Eriksgatan till Karlbergsvägen.
- Sigtunagatan. Går från Odengatan till Karlbergsvägen.
- Surbrunnsgatan (1885). Går från Valhallavägen till Norrtullsgatan.
- Tegnérgatan (1885). Går från Birger Jarlsgatan till Dalagatan och Barnhusbron.
- Tomtebogatan (1887). Går från Sankt Eriksplan i öst till Rörstrandsgatan i väst, dock inte helt fram till Rörstrandsgatan (ej att förväxla med Tomtebodavägen i Solna).
- Tulegatan (1885). Går från Tegnérgatan till Frejgatan.
- Upplandsgatan (1884). Går från Norra Bantorget till Sankt Eriksparken.
- Vanadisvägen (1885). Går från Vanadislunden till Vanadisplan.
- Vegagatan (1884). Går från Observatoriegatan till Odengatan
- Vikingagatan (1886).
- Västmannagatan (1884). Går från Norra Bantorget till Sant Eriksgatan vid Sankt Eriksparken.
- Ynglingagatan (1885). Går från Sankt Eriksparken till Sveaplan.

## Torg och trafikplatser
- Odenplan (1885). Ligger i korsning av Odengatan, Karlbergsvägen och Upplandsgatan.
- Roslagstull (1947). En cirkulationsplats i mötet mellan Valhallavägen, Roslagsvägen, Cerdersdalsgatan och Roslagsgatan.
- Sankt Eriksplan (1885). Ligger i korsning av Odengatan och Torsgatan.
- Spelbomskans torg (1963).
- Sveaplan (1885). En cirkulationsplats i korsning med Sveavägen och Cedersdalsvägen.
- Torsplan (1885). Ligger i korsning Torsgatan med Norra Stationsgatan i början av Solnabron.
- Vanadisplan (1924). En cirkulationsplats i korsning med Vanadisvägen, Sankt Eriksgatan och Gävlegatan.